# Mini LP Tour
Es la primera gira que realizó la banda de speed metal Helloween. Comenzó el 3 de febrero de 1985 y terminó el 20 de julio de 1985. Se realizó para presentar un mini long play, lo que fue el avance de lo que en octubre de ese año sería su primer disco de estudio. Fue otra de las giras más cortas del grupo, como pasaría 25 años más tarde. Contó sólo con 9 shows en Alemania, así como en 2010. Tras esta corta gira, la banda se metió a grabar lo que fue su primera placa de estudio, que se llama Walls of Jericho.

## Gira porAlemania

### 1985
El 3 de febrero, la banda da comienzo a su trayectoria por el mundo, en un concierto que tuvo lugar en Hyde Park. Esta gira sirvió para presentar un avance de lo que en octubre sería su primer disco de estudio. Meses después, la banda da un concierto en Zeche, con fecha del 17 de junio. Al día siguiente, la banda dio un concierto en Quartier Latin.. El 19 de junio, la banda hace lo suyo en Halle Gartlage, y al día siguiente en Aladin. Dos días después dan un show en Pumpwerk, y el 23 de junio hacen lo propio en Markthalle. El 10 de julio, la banda toca en LOGO, y 10 días después hacen un concierto en Almased Arena, con fecha del 20 de julio. Esta gira resultó ser la primera más corta de la banda, con solamente 9 conciertos, que se mencionaron anteriormente. Luego de esta primera gira, la banda no volvió a tocar hasta noviembre de 1985, cuando regresaron a los escenarios para presentar su primera placa de estudio.

## Conciertos
- 03/02/1985 - Hyde Park, Osnabrück
- 17/06/1985 - Zeche, Bochum
- 18/06/1985 - Quartier Latin, Berlín
- 19/06/1985 - Halle Gartlage, Osnabrück
- 20/06/1985 - Aladin, Bremen
- 22/06/1985 - Pumpwerk, Wilhelmshaven
- 23/06/1985 - Markthalle, Hamburgo
- 10/07/1985 - LOGO, Hamburgo
- 20/07/1985 - Almased Arena, Uelzen

## Formación durante la gira
- Michael Weikath - Voz y guitarra eléctrica
- Kai Hansen - Segunda guitarra
- Markus Grosskopf - Bajo
- Ingo Schwichtenberg - Batería